# Rastrococcus spinosus
Rastrococcus spinosus är en insektsart som först beskrevs av Robinson 1918.  Rastrococcus spinosus ingår i släktet Rastrococcus och familjen ullsköldlöss. Inga underarter finns listade i Catalogue of Life.